# Florence Cassez
Florence Marie Louise Cassez Crépin (Lille, Francia, 17 de noviembre de 1974), conocida como Florence Cassez, es una ciudadana francesa que fue acusada y condenada en 2007 por tribunales mexicanos a 60 años de prisión, debido a la presunción de la comisión de los delitos de secuestro, delincuencia organizada y posesión ilegal de armas de fuego de uso exclusivo del ejército mexicano. Permaneció recluida desde entonces en diversos centros de readaptación, entre ellos el Femenil de Tepepan, en la zona sur de la Ciudad de México, hasta el 23 de enero de 2013, cuando fue liberada tras un fallo de la Suprema Corte de Justicia de la Nación, después de habérsele concedido un amparo liso y llano por votación mayoritaria en la Primera Sala de ese tribunal superior.
Su condena y la posibilidad de extradición a su país de origen crearon un severo conflicto diplomático entre México y Francia, lo que provocó el cierre, por decisión del gobierno mexicano, de las actividades culturales denominadas «El Año de México en Francia».
Después de seis meses de haber sido liberada, el 20 de junio de 2013 se casó con Fausto, un franco-mexicano que la visitaba en Tepepan.

## Biografía
Cassez, nacida en Lille, es hija de Bernard Cassez y de Charlotte Crépin. En el 2003 dejó su trabajo como gerente de una tienda de Eurodif en Calais y se trasladó a la Ciudad de México, donde se instaló con su hermano, Sébastien Cassez, para laborar en su empresa de venta de equipos médicos. En octubre de 2004 conoció a Israel Vallarta, un cliente de la compañía de su hermano, acusado de pertenecer a la banda Los Zodiacos. El 8 de diciembre de 2005 la banda fue detenida cerca de un rancho llamado Las Chinitas, al sur de la Ciudad de México. La Agencia Federal de Investigación (AFI) recreó la detención en vivo para los canales de televisión TV Azteca y Televisa, donde liberaron a las víctimas Ezequiel Yadir Elizalde Flores, Cristina Ríos Valladares y su hijo de 10 años, cuando en realidad el arresto y liberación ocurrieron un día antes en otro lugar.
El 11 de febrero de 2006, en el programa Punto de Partida con Denise Maerker, Florence Cassez denuncia la edición de su detención. Genaro García Luna, director de la Agencia Federal de Investigación (AFI) en ese momento, reconoce que la escena en vivo fue recreada, y se disculpa diciendo que era "una reconstrucción solicitada por los medios de comunicación y que esto no se tendrá en cuenta durante el juicio". Sin embargo, Pablo Reinah, en ese entonces reportero de Televisa, se deslindó del montaje realizado por la AFI y afirmó que no sabía que se trataba de una recreación.

## Juicio
Después de 18 meses de procesos judiciales, fue condenada el 25 de abril de 2008 a un total de 96 años de prisión, condena que después se reduciría a 60 años.

## Incidente diplomático
Después de que jueces y magistrados aceptaron una serie de amparos y apelaciones,
 la ministra de relaciones exteriores de Francia, Michèle Alliot-Marie, anunció «el boicot de los destinos turísticos en México», «la negación real de la justicia» y que su país no participaría en los eventos culturales de El Año de México en Francia, que posteriormente se cancelaron.

## Revisión del caso por la Suprema Corte de Justicia de la Nación
Debido a las irregularidades en la detención de Florence Cassez, surgió un proyecto de amparo, propuesto por el ministro Arturo Zaldívar Lelo de Larrea. El caso fue debatido el 21 de marzo de 2012 en la Suprema Corte de Justicia de la Nación.
El 21 de marzo se dictó su permanencia en prisión, luego de que tres de los cinco ministros de la Primera Sala de la Suprema Corte de Justicia de la Nación (SCJN) coincidieron en rechazar su liberación, propuesta por el ministro Arturo Zaldívar Lelo de Larrea. El proyecto, al no haber alcanzado la mayoría de votos requerida para otorgar el amparo (3 votos), se turnó a la ministra Olga Sánchez Cordero para elaborar un nuevo proyecto de sentencia.
El 23 de enero de 2013, la Suprema Corte le otorgó un amparo y dictó su liberación, al encontrar irregularidades graves en el debido proceso. Ese mismo día, Cassez salió de México para regresar a Francia.
Los jueces adscritos a la primera sala de la SCJN fallaron en el sentido de que se violaron los derechos humanos de Florence Cassez al momento de su arresto y en su proceso judicial. Nunca fallaron respecto a su inocencia o culpabilidad y mencionaron su solidaridad con las víctimas de secuestro.

### Votación
- Sí - Arturo Zaldívar Lelo de Larrea

"Estas vulneraciones a sus derechos humanos son de tal manera graves que crearon un efecto corruptor en todo el proceso".

- Sí - Olga Sánchez Cordero

"Propondría la concesión de un amparo liso y llano, y ordenar de inmediato su libertad, con base en las consideraciones del ministro Zaldívar".

- Sí - Alfredo Gutiérrez Ortiz Mena

"Se afectó el debido proceso legal y la obtención de la prueba ilícita (...) se vulneraron los derechos elementales de carácter sustantivo, presunción de inocencia y libertad".

- No - José Ramón Cossío Díaz

"Esas filmaciones afectaron cierto tipo de declaraciones, pero eso no lleva a una afectación generalizada de la presunción de inocencia".

- No - Jorge Mario Pardo Rebolledo

"No comparto el proyecto; no estoy de acuerdo con la conclusión en la manera que se plantea".

## En la literatura y la televisión
- Una novela criminal (2018), de Jorge Volpi, se inspiró en este caso.
- El caso Florence Cassez. Mi testimonio, de Pablo Reinah describe el proceso desde el punto de vista del periodista.
- Florence Cassez, El Juicio del Siglo de Miguel Carbonell (coordinador).
- ¿Culpable? Florence Cassez, el juicio del siglo de Luis de la Barreda.
- La serie documental de Netflix, El caso Cassez-Vallarta: Una novela criminal (2022), se basa en el libro de Volpi.